# Ferdinand Lammers

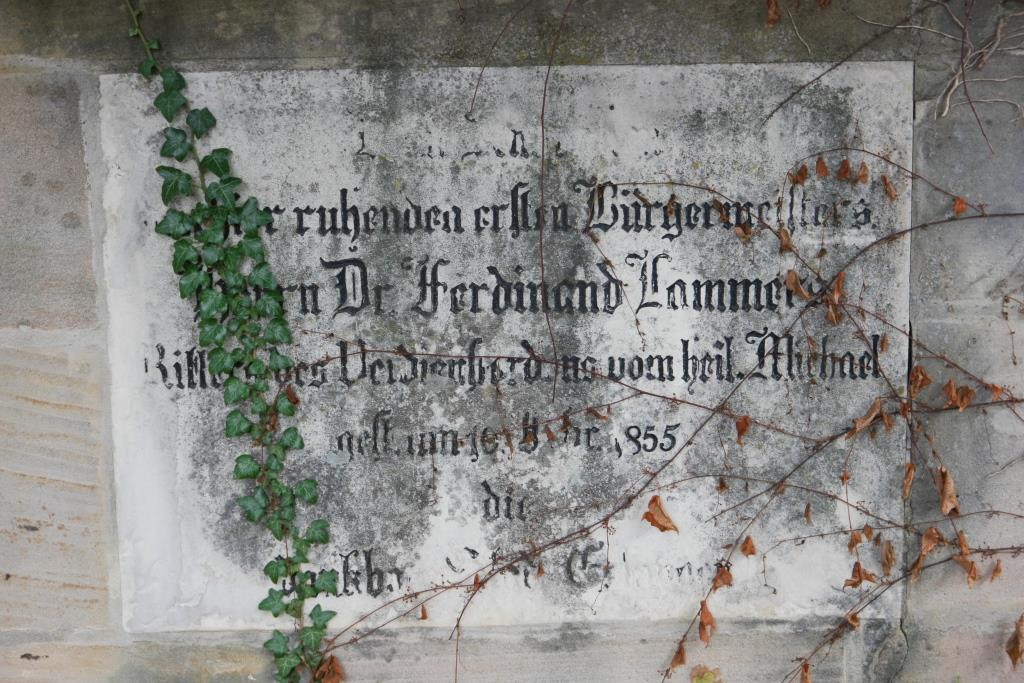
Grab von Lammers

Johann Wolfgang Ferdinand Lammers (* 5. Mai 1795 in Bayreuth; † 10. Februar 1855 in Erlangen) war ein deutscher Bürgermeister und Abgeordneter.

## Leben
Lammers wuchs in Bayreuth auf. Nach dem Abitur studierte er an der Friedrich-Alexander-Universität Erlangen Rechtswissenschaft. 1812 wurde er Mitglied des Corps Baruthia. Ab 1828 war er über 27 Jahre Bürgermeister von Erlangen. 1829 initiierte er die Gründung einer Sparkasse in Erlangen. 1848 als Abgeordneter in die Frankfurter Nationalversammlung gewählt, gehörte er zur Fraktion Landsberg.
Er starb mit 59 Jahren im Amt und wurde auf dem Neustädter Friedhof (Erlangen) beerdigt.

## Werke
- Die Geschichte der Stadt Erlangen, Erlangen 1834 Digitalisat
- Statistik und Jahrbücher der Stadt Erlangen von 1818 bis 1838, Erlangen 1839 Digitalisat